# Condecorações extintas do Brasil
As condecorações extintas no Brasil, foram condecorações que existiram no Brasil durante certo período e que foram descontinuadas por diversos motivos. Durante a transição do império para a república, algumas medalhas de cunho religioso e/ou imperial foram extintas ou descontinuadas. Já na república algumas medalhas consideradas contra os princípios básicos da república foram descontinuadas.

## Condecorações republicanas
| Medalha / fita | Nome                            | Data de criação    | Data de extinção                                            | Objetivo da condecoração |
| -------------- | ------------------------------- | ------------------ | ----------------------------------------------------------- | --- |
|                | Ordem de Colombo                | 6 de junho de 1890 | 24 de fevereiro de 1891 (durante a criação da constituição) | Oferecida a civis e militares, que tenham prestado serviços relevantes à Nação Brasileira, e os estrangeiros que, a juízo do governo, sejam dignos desta distinção. |
|                | Legião de Honra Marechal Rondon | (incerto)          | 2 de Junho de 1972                                          | Condecorar o presidente do Museu de História Marechal Rondon |

## Condecorações imperiais
| Medalha / fita                                    | Nome                                        | Data de criação       | Data de extinção                                                      | Objetivo da condecoração                                                                                                  |
| ------------------------------------------------- | ------------------------------------------- | --------------------- | --------------------------------------------------------------------- | --- |
|                                                   | Imperial Ordem de Nosso Senhor Jesus Cristo | 1 de dezembro de 1822 | 15 de novembro de 1889 (durante a Proclamação da República do Brasil) | Homenagem pela soberania ou da Administração Pública, e na magistratura e diplomacia.                                     |
| Cesarski Order Aviz.jpg                           | Imperial Ordem de São Bento de Avis         | 1 de dezembro de 1822 | 22 de março de 1890                                                   | Ordem de mérito máxima do exército imperial brasileiro.                                                                   |
|                                                   | Imperial Ordem de Sant'Iago da Espada       | 1 de dezembro de 1822 | 15 de novembro de 1889 (durante a Proclamação da República do Brasil) | Ordem ao mérito literário, científico e artístico.                                                                        |
| Medalha Oficial da Imperial Ordem do Cruzeiro.png | Imperial Ordem do Cruzeiro                  | 16 de abril de 1826   | 5 de dezembro de 1932                                                 | Feita por Dom Pedro I após a independência do Brasil em comemoração à sua aclamação, sagração e coroação                  |
|                                                   | Imperial Ordem de Pedro Primeiro            | 16 de abril de 1826   | 1891                                                                  | Concedida por reconhecimento da Independência do Brasil por outras nações.                                                |
| Order of the Rose.jpg                             | Imperial Ordem da Rosa                      | 17 de outubro de 1829 | 1891                                                                  | Concedida em memória de Dom Pedro I em seu matrimônio, em segundas núpcias, com Dona Amélia de Leuchtenberg e Eischstädt, |